# Středoamerický společný trh

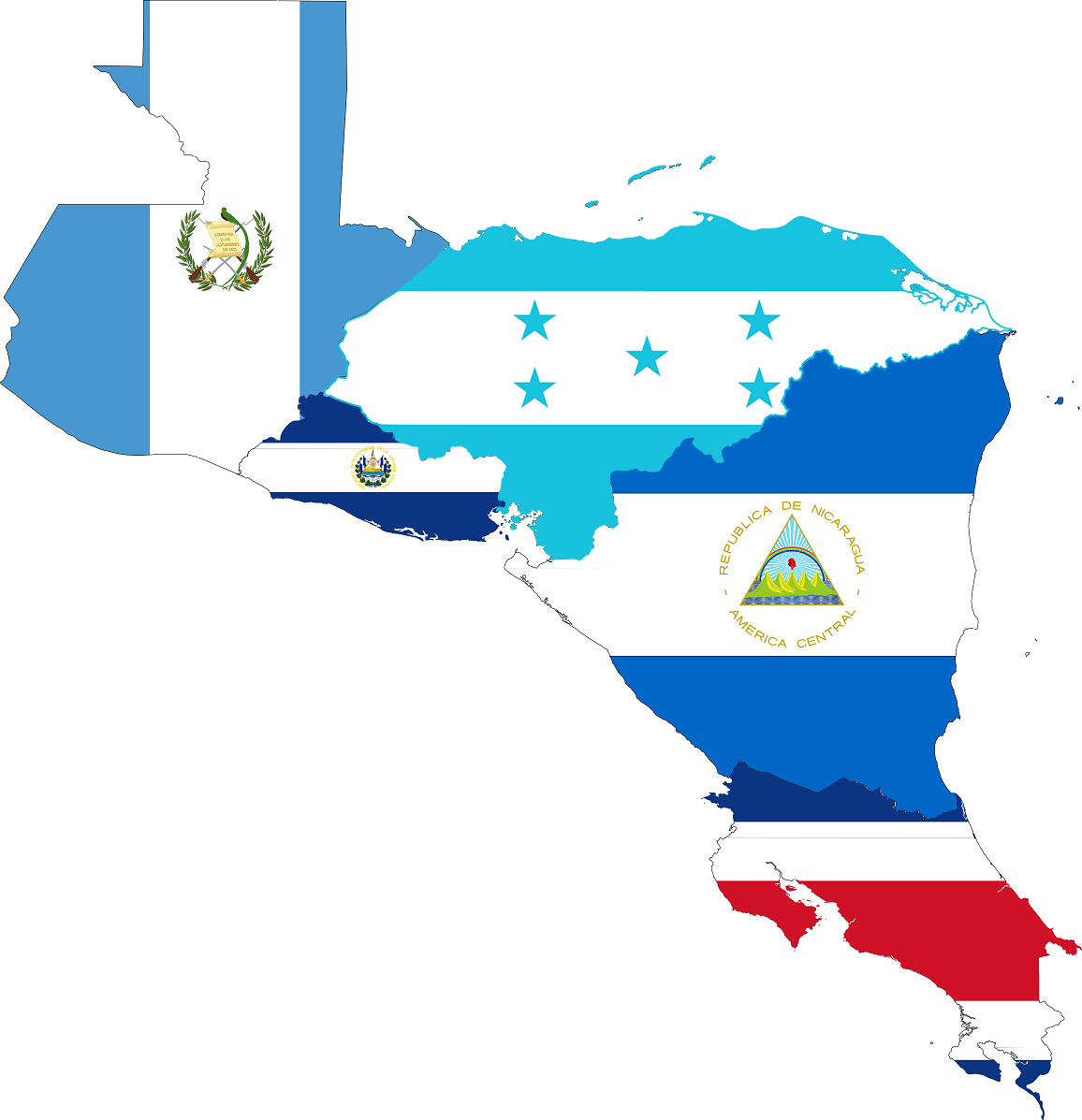
Státy Středoamerického společného trhu

Středoamerický společný trh (španělsky Mercado Común Centroamericano, zkratka MCCA) je společný trh pěti středoamerických států Guatemala, Salvador, Honduras, Nikaragua a Kostarika. Vznikl v roce 1960 dohodou mezi 4 státy, 5. dnešní členský stát Kostarika se připojil v roce 1963. Organizace se rozpadla v roce 1969 kvůli neshodám mezi Salvadorem a Hondurasem. Znovuobnovena byla v roce 1991.
MCCA poměrně efektivně odstranil některá cla mezi zúčastněnými státy a sjednotil clo pro obchod se třetími zeměmi. Další úspěch a rozvoj se prozatím nedostavil, protože MCCA nemá dostatečné pravomoci, které si ponechaly jednotlivé státy.
Největším obchodním partnerem jsou Spojené státy americké, do kterých putuje zhruba 45% veškerého exportovaného zboží. Do Latinské Ameriky směřuje cca 27% výrobků.